# ブルードルフィン (2代)
ブルードルフィンは、津軽海峡フェリーが運航するフェリー。

## 概要
ブルードルフィン (初代)の代船として内海造船瀬戸田工場で建造され、2016年6月4日に進水し同年10月11日に就航。

### 就航航路
津軽海峡フェリー
- 青森港 - 函館港（津軽海峡ロード）

## 設計
先に建造されたブルーマーメイドの同型船であるが、一部客室の間接照明化やエンジン振動を抑えるといった改良が施されている。ブルーマーメイドと同様に船内はバリアフリーに対応している。